# Кодифікаційні роботи в незалежній Україні
Кодифікаційні роботи в незалежній Україні

Після ухвалення 24 серпня 1991 Акта проголошення незалежності України ВР України 12 вересня 1991 прийняла Закон «Про правонаступництво України». Згідно з ним, закони УРСР та ін. акти, ухвалені ВР УРСР, в тому числі кодекси, «діють на території України, оскільки вони не суперечать законам України, ухваленим після проголошення незалежності України» (ст. 3). Тим часом в умовах швидких змін життя країни старе законодавство, розроблене для потреб союзної республіки, керованої колишньою Комуністичною партією України, неминуче створювало численні правові колізії. Тому постало питання про якнайшвидше вдосконалення правової системи держави в контексті загальної модернізації суспільства. Це потребувало розробки нової Конституції України, нового Цивільного кодексу (т. зв. економічної конституції) та ін. великих кодифікованих актів. Однак перманентні кризові явища у діяльності вищих органів державної влади, невизначеність шляхів здійснення правової і судової реформ, дискусія між прихильниками і противниками господарчого кодексу тощо істотно стримували кодифікаційні роботи. Найскладнішим виявилося кодифікувати конституційне право і ухвалити нову Конституцію України (див. Конституційний процес в Україні 1990—1996). З великими труднощами ухвалювалися й ін. кодифіковані акти. У той час істотну допомогу у вирішенні низки організаційних, фінансових і творчих проблем кодифікації надавали громадські об'єднання юристів, зокрема Українська правнича фундація.
Станом на 1 вересня 2007 в Україні було ухвалено 16 кодексів нового покоління: господарський процесуальний (6 листопада 1991, до 21 червня 2001 мав назву арбітражний процесуальний); митний (12 грудня 1991 та 11 липня 2002), повітряний (4 травня 1993), лісовий (21 січ. 1994), про надра (27 липня 1994), торговельного мореплавства (23 трав. 1995), водний (6 червня 1995), кримінальний (5 квітня 2001), бюджетний (21 червня 2001), земельний (25 жовтня 2001), сімейний (10 січня 2002), господарський (16 січня 2003), цивільний (16 січня 2003), кримінально-виконавчий (1 липня 2003), цивільний процесуальний (18 березня 2004), адміністративного судочинства (6 липня 2005). При цьому Митний кодекс 2002 до набуття Україною членства в Світовій організації торгівлі діє не в повному обсязі (без ч. 13 статті 71), до визначеного часу зберігають свою чинність деякі положення аналогічного кодексу 1991. Продовжують діяти, з відповідними змінами, колишні кодекси УРСР: кримінально-процесуальний, про працю, житловий, про адміністративні правопорушення, а також деякі положення кодексу про шлюб та сім'ю (розділ про акти громадянського стану).